# Pubigera
Pubigera is een monotypisch geslacht van schimmels. Het bevat alleen Psilocistella obsoleta.